# Arkadiusz Bereza
Arkadiusz Bereza (ur. 4 listopada 1968 w Nisku) – polski prawnik, radca prawny, historyk prawa, doktor habilitowany nauk prawnych, od 2014 prorektor Uniwersytetu Marii Curie-Skłodowskiej w Lublinie.

## Życiorys
W latach 1987–1992 odbył studia prawnicze na Wydziale Prawa i Administracji, w latach 1989–1993 studia historyczne na Wydziale Humanistycznym UMCS. W 1996 złożył egzamin radcowski. W 2014 został wybrany na prorektora ds. ogólnych UMCS i ponownie na kadencje 2016–2020 i 2020–2024.
Od 1992 jest pracownikiem naukowo-dydaktycznym na WPiA UMCS, przez 20 lat jako pracownik Katedry Historii Państwa i Prawa, następnie kierownik Katedry Teorii Organizacji i Kierownictwa w Instytucie Administracji i Prawa Publicznego UMCS. Doktorat uzyskał w 2000, habilitację w 2012. W 2004 został prodziekanem, a w 2010 prorektorem Wyższej Szkoły Humanistyczno-Ekonomicznej im. Jana Zamoyskiego w Zamościu. Od 2012 jest profesorem WSH-E w Zamościu.
Od 1999 jest stałym członkiem Prezydium Rady OIRP w Lublinie. Od 2003 pełnił funkcję wicedziekana ds. wykonywania zawodu, w latach 2007–2013 dziekana Rady OIRP w Lublinie. W latach 2007–2016 był kierownikiem Ośrodka Badań, Studiów i Legislacji przy Krajowej Radzie Radców Prawnych. Od 2013 do 2016 pełnił funkcję wiceprezesa KRRP. Od 2007 jest arbitrem w Sądzie Arbitrażowym przy Krajowej Izbie Gospodarczej. We wrześniu 2016 ponownie wybrany na funkcję Dziekana Rady OIRP w Lublinie.
Jest autorem 9 monografii z historii wymiaru sprawiedliwości i sądownictwa, licznych artykułów naukowych oraz wydawnictw dydaktycznych dla studentów i aplikantów radcowskich.